# Wise Creek n.º 77
Wise Creek n.º 77 es un municipio rural canadiense situado en la provincia de Saskatchewan.

## Superficie
Wise Creek n.º 77 tiene una superficie de 822,49 km².

## Demografía
En 2021, tenía 188 habitantes, una densidad poblacional de 0,2 hab./km², y 133 viviendas.